# St. Johannes der Täufer (Englmeng)

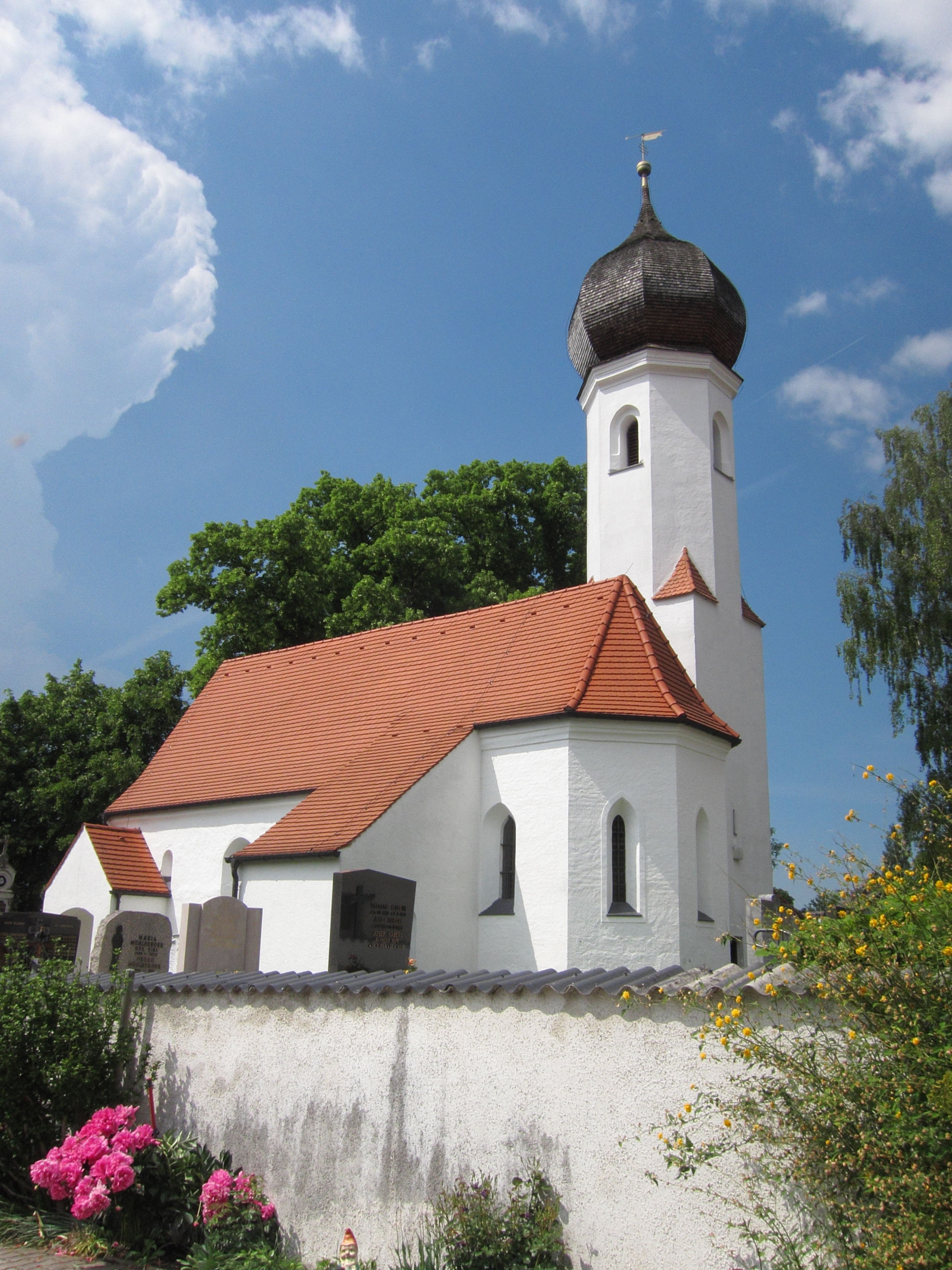
St. Johannes der Täufer in Englmeng

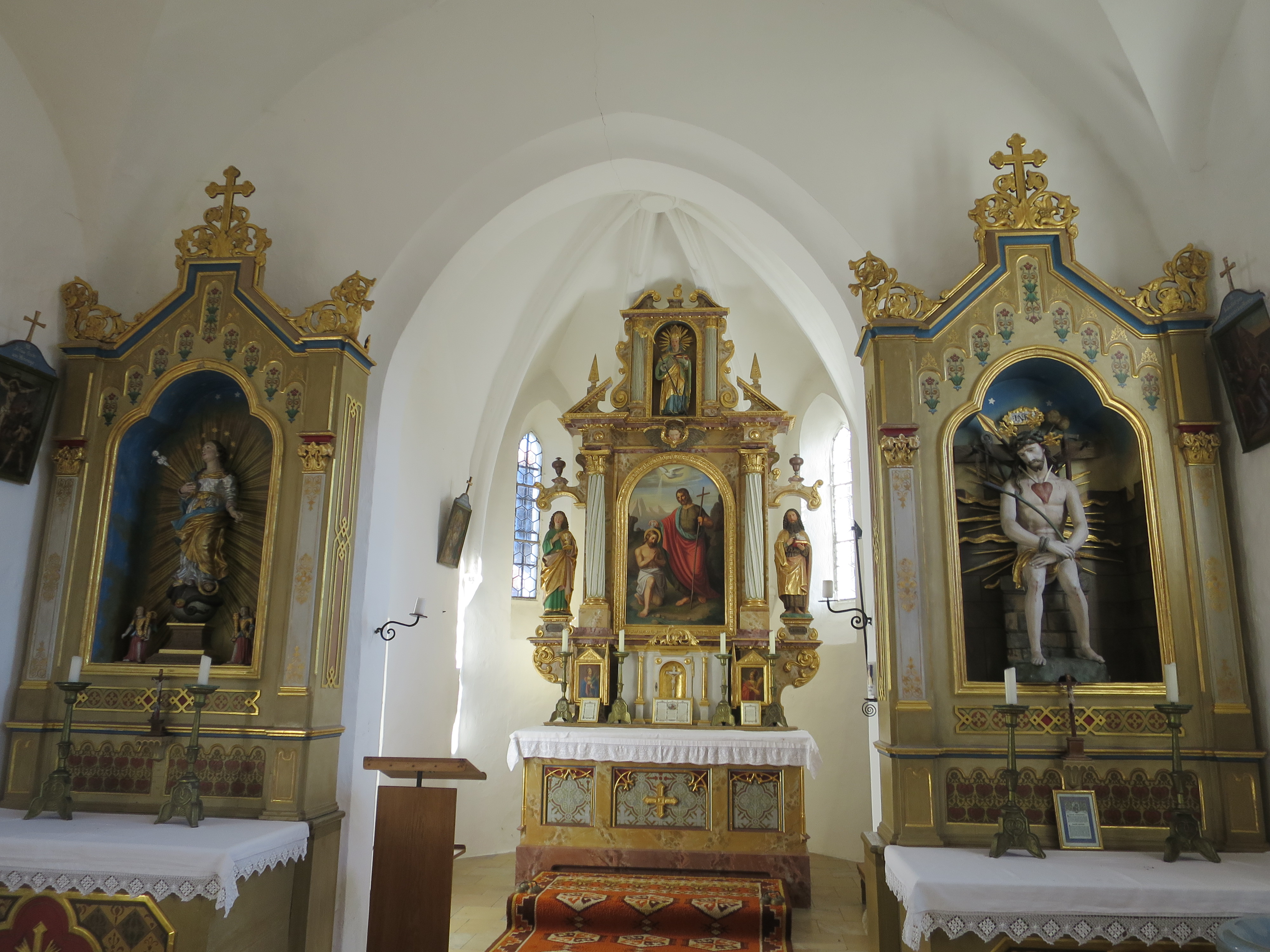
Altäre

Die römisch-katholische Filialkirche St. Johannes der Täufer steht in Englmeng, einem Gemeindeteil der Kreisstadt Ebersberg im oberbayerischen Landkreis Ebersberg. Das Bauwerk ist in der Liste der Baudenkmäler in Ebersberg als Baudenkmal unter der Nr. D-1-75-115-61 eingetragen. Die Kirche gehört zum Dekanat Ebersberg im Erzbistum München und Freising.

## Beschreibung
Das Langhaus der Saalkirche ist im Kern romanisch, der eingezogene, dreiseitig geschlossene Chor im Osten und die unteren Geschosse des Chorflankenturms an der Nordwand des Chors stammen aus dem 14. Jahrhundert. Der Turm wurde später mit einem achteckigen Geschoss für den Glockenstuhl aufgestockt und mit einer Zwiebelhaube aus Schindeln bedeckt. Die Sakristei an der Südwand des Chors befindet sich unter dem Schleppdach des Chors. Das an der Südwand des Langhauses angebaute Vorzeichen beherbergt das Portal. 
Der Innenraum des Langhauses wurde in der ersten Hälfte des 17. Jahrhunderts mit einem Tonnengewölbe überspannt. Der Hochaltar stammt aus dem 18. Jahrhundert. Das Altarretabel wird von den Skulpturen des Johannes des Täufers und des Evangelisten Johannes flankiert, die im frühen 16. Jahrhundert entstanden sind. 